# Włocławek Zazamcze
Włocławek Zazamcze – przystanek kolejowy w dzielnicy Zazamcze we Włocławku, w województwie kujawsko-pomorskim, w Polsce. Według klasyfikacji PKP ma kategorię dworca aglomeracyjnego.

## Ruch pasażerski
| Rok  | Wymiana pasażerska na dobę |
| ---- | -------------------------- |
| 2017 | 200-299                    |
| 2022 | 200-299                    |

.

## Historia dworca
Przystanek powstał w 1971 r., w 1984 r. rozbudowano go. Stacja została utworzona w celu przewozu robotników z osiedla Zazamcze do Zakładów Azotowych Włocławek.
W 2011 roku Przewozy Regionalne zrezygnowały ze sprzedaży biletów w hali dworca. 
W 2021 roku w okolicach stacji oddano do użytku przejście podziemne. W ramach prac budowlanych dokonano także demontażu kładki oraz ogrodzono tory kolejowe.